# Nikon F65
Nikon F65 (в США Nikon N65, в Японии Nikon U) — пленочная, зеркальная, однообъективная камера Nikon. Впервые представлена в 2001 году. Продолжает линейку камер F5, F100 и F80. Ориентирована на любительский сегмент, заменила на рынке свою предшественницу F60. В отличие от более старших моделей, имеет полностью автоматический режим съемки и 5 сюжетных программ (спорт, портрет, макросъемка, пейзаж, ночная съемка).

## Характеристики
- Автофокус — пятизонный, на датчике Multi-CAM900 (позаимствованный от F80)[1].
- Замер экспозиции — шестисегментный пространственный матричный[1].
- Установка светочувствительности — автоматическая по DX коду от 25 до 5000 ISO[1].